# Chiusa di San Michele
Chiusa di San Michele (fr. L'Écluse) – miejscowość i gmina we Włoszech, w regionie Piemont, w prowincji Turyn.
Według danych na rok 2004 gminę zamieszkiwały 1602 osoby, 267 os./km².